# Jean-Hubert Bouché
Pour les articles homonymes, voir Bouché.
Jean-Hubert Bouché est un homme politique français né le 4 septembre 1827 à Rostrenen (Côtes-du-Nord) et décédé le 28 avril 1915 à Pontivy (Morbihan).

## Origines familiales
La famille Bouché originaire de Fumay (Ardennes), s'était fixée à Rostrenen aux alentours de la Révolution française. Le père de Jean-Hubert, Louis Corentin Bouché (1804-1891), était un négociant établi à Rostrenen. Sa mère, Marie Perrine Lemoine (1797-1879), était la fille de Pierre Lemoine, notaire et juge de paix du canton de Duault. À ce titre, il est apparenté à la famille Lemoine de Maël-Carhaix.
L'oncle de Jean-Hubert Bouché, Jean Lemoine (1801-1872), est notaire, maire et conseiller général de Maël-Carhaix.

## Carrière
Banquier à Pontivy, il est élu représentant du Morbihan en 1871 et siège à droite. Il démissionne le 1er juin 1873 et quitte la vie politique.

## Descendance
Par sa fille aînée, Marie Angélique Julie Bouché, il est le grand-père d'Auguste Oudin. 

## Sources
- « Jean-Hubert Bouché », dans Adolphe Robert et Gaston Cougny, Dictionnaire des parlementaires français, Edgar Bourloton, 1889-1891 [détail de l’édition]
- « Jean, Hubert BOUCHE (1827 - 1915) », sur www.assemblee-nationale.fr (consulté le 4 janvier 2013)

- Ressource relative à la vie publique :   - Base Sycomore